# Dušik
Dušik je kemijski element atomskog (rednog) broja 7 i atomske mase 14,0067(2). U periodnom sustavu elemenata predstavlja ga simbol N.
Dušik (N2) je kemijski inertan plin bez boje, mirisa i okusa.

## Fizikalna i kemijska svojstva dušika
Osnovni je biogeni element jer je sastojak biološki važnih spojeva: proteina, nukleinskih kiselina i drugih organskih spojeva. Dušik se nalazi i u sastavu minerala natrijeva nitrata (NaNO3), poznatog pod nazivom „čilska salitra“ (prema nalazištima u sušnim sjevernim dijelovima Čilea). U elementarnom stanju najveće količine dušika nalaze se u zraku.
Dušik ne gori i ne podržava gorenje. Nešto je lakši od zraka i slabo je topljiv u vodi, te kemijski inertan. Pri temperaturi od -195,8 °C plinoviti dušik se ukapljuje i to je ujedno njegovo vrelište. Zbog svoje slabe topljivosti možemo ga hvatati pod vodom. Elementarnom je dušiku svojstvena izrazita kemijska neaktivnost temeljena na velikoj stabilnosti dvoatomnih molekula dušika, koja se može objasniti teorijom molekulskih orbitala.
Iz shematskog je prikaza vidljivo da je svih šest p-elektrona (od svakog atoma dušika po tri) smješteno u tri vezujuće orbitale. Budući da su svi elektroni spareni, dušik je dijamagnetičan. U jednoj litri vode pri 0 °C otapa se svega 23 cm3 dušika. Talište mu je na -210 °C. Atomski radijus 74 pm. Energija veze 946 kJ mol-1. Energija ionizacije 1402 pri 0 K u kJ mol-1. Elektronegativnost po Paulingu 3,0.

#### Toksičnost
Ovaj plin nije toksičan u elementarnom stanju, ali može izazvati gušenje ako istisne kisik iz pluća. Toksična djelovanja se javljaju kod zaranjanja na većim dubinama te se zbog toga u smjese za disanje stavlja drugi plin.
Neki njegovi spojevi:
- NO2,
- Dušikov(I) oksid,
- HCN,
- NH3.

## Dobivanje dušika
Tehnički se dušik za industrijske potrebe, koji je onečišćen plemenitim plinovima, dobiva isključivo frakcijskom destilacijom tekućeg zraka, pri čemu se kisik uklanja spajanjem s vodikom. Ugljikov dioksid uklanja se uvođenjem nastale plinske smjese u zasićenu otopinu kalijeva karbonata. Otopina kalijeva karbonata se regenerira zagrijavanjem, jer se ravnoteža gornje reakcije povišenjem temperature pomiče na lijevu stranu.

### Laboratorijsko dobivanje dušika
U laboratoriju se dušik najčešće dobiva iz amonijeva nitrita, ili reakcijom zasićenih otopina amonijeva klorida i natrijeva nitrita.
U laboratoriju se dušik jednostavno može dobiti reakcijom amonijeva klorida i natrijeva nitrita prema jednadžbi:
NH4Cl + NaNO2 -> N2(g) + 2H2O + NaCl
NaNO2 + NH4Cl --> NH4NO2 + NaCl
NH4+(aq) + NO2-(aq) --> N2(g) + 2 H2O(I)
Postupak:
U epruvetu s lijevkom za dokapavanje uliti zasićenu otopinu amonijeva klorida, a u lijevak za dokapavanje staviti zasićenu otopinu natrijeva nitrita (u 40 mL vode dodavati NaNO2 dok ne zaostaje talog koji se ne otapa).

Otopina nitrita mora biti svježe pripravljena jer su otopine nitrita nepostojane. Protolitičkom reakcijom nastaje vrlo nepostojana dušikasta (dioksodušična) kiselina koja se raspada disproporcioniranjem).

Otopinu u epruveti zagrijati na vodenoj kupelji do 70 °C i tada polagano dokapavati otopinu natrijeva nitrita. Temperaturu treba stalno kontrolirati jer je reakcija u početku spora, a s vremenom sve burnija. Ako je reakcija preburna, ukloniti vodenu kupelj i epruvetu uroniti u hladnu vodu. Razvijeni dušik hvatati u preokrenutu epruvetu, prethodno napunjenu vodom. Nakon što se epruveta napuni dušikom, pod vodom pokriti otvor epruvete staklenom pločicom i epruvetu okrenuti. U epruvetu zatim uroniti zapaljenu svijeću koja se trenutno ugasi, jer dušik ne podržava gorenje.

## Uporaba i primjena dušika
Transportira se u čeličnim bocama pod tlakom od 150 bar ili ukapljen.
Najviše se dušika troši u proizvodnji amonijaka, koji je polazna sirovina za dobivanje većine dušikovih spojeva. Upotrebljava se za dobivanje dušične kiseline, eksploziva i umjetnog gnojiva. U prehrambenoj industriji koristi se u kao osvježivač svježine, zaštićuje proizvod od oksidativnog kvarenja (npr. čips), npr. za zadržavanje prirodne boje mesa, sprečavanje rasta plijesni i zagađivanja namirnica insektima. U metalurgiji, koja troši oko 4% dušika, koristi se kao zaštitni plin pri termičkoj obradi nehrđajućih čelika i pri izradi posebnih legura. U staklarskoj industriji kod duplih prozorskih stakala, je isisan zrak, a praznina između se ispunjava njime da se staklo ne orošava (prilikom kondenzacije vode) zbog temperaturnih razlika.

## Povijest
Otkriće dušika pripisuje se škotskom kemičaru Danielu Rutherfordu 1772.g., iako su ga gotovo istodobno otkrili W. Scheele, H. Cavendisch i J. Priestley. Rutherford je u određenom volumenu uklonio kisik iz zraka gorenjem svijeće i tako dobio dušik. Lavoisier je 1772. utvrdio da tako dobiveni plin ne podržava ni gorenje ni disanje i nazvao ga je azote, prema grčkom azotikos, što znači beživotan tj. "koji ne podržava život".

### Amonijak
Fritz Haber (1868. – 1934.g.), njemački kemičar, s Karlom Boschom ostvario sintezu amonijaka (Haber-Boschova sinteza). Dobio je Nobelovu nagradu 1918.g.
U laboratoriju se amonijak dobiva reakcijom jakih baza s amonijevim spojevima.

Amonijak je uz sumpornu kiselinu najvažniji produkt kemijske industrije, a dobiva se Habber-Boschovim postupkom – katalitičkom sintezom iz elemenata.
Reakcija je povratna i egzotermna.

Sirovine za ovu sintezu su jeftine i praktički neiscrpive jer se dušik dobiva iz zraka, a vodik iz prirodnog plina. Miješanjem dušika i vodika u volumnom omjeru 1:3 dobije se sintezni plin iz kojeg se proizvodi amonijak.
Iz navedenih podataka možemo zaključiti da boljem iskorištenju reakcije pogoduje niža temperatura, a jer se tijekom reakcije smanjuje broj čestica, iskorištenju reakcije pogoduje viši tlak.

S obzirom na brzinu reakcije i njeno iskorištenje, najpogodniji su uvjeti proizvodnje amonijaka temperatura 550 °C i tlak 150-400 bara. Kao katalizator rabi se smjesa željezova i aluminijeva oksida i spojeva alkalijskih metala.
Zagrijavanjem smjese amonijeva klorida i kalcijeva hidroksida, nastaje amonijak, koji dalje pri povišenoj temperaturi reducira bakrov(II) oksid u bakar, dok se amonijak pritom oksidira u elementarni dušik.
Amonijak neutalizacijom s kiselinama daje amonijeve soli, primjerice:
NH3 + HCl --> NH4Cl
NH3 + HNO3 --> NH4NO3
2 NH3 + H2SO4 --> (NH4)2SO4
Amonijak je redukcijsko sredstvo. Pri povišenoj temperaturi može reducirati neke metalne okside do elemenata.

Amonijeve soli rabe se uglavnom kao mineralno gnojivo.

### Dušična kiselina
Dušična kiselina je uz amonijak najvažniji spoj dušika. Jedna je od najvažnijih industrijskih kiselina i proizvodi se u velikim količinama iz amonijaka. Njemački kemičar i filozof Wilhelm Ostwald (1853. – 1932.), jedan je od osnivača fizikalne kemije i utvrdio je uvjete pod kojima se amonijak može u industrijskim količinama prevesti u dušićnu kiselinu. Proces se odvija u tri faze.
U prvoj fazi procesa amonijak se oksidira u bezbojni plin, dušikov(II) oksid.
4 NH3 + 5 O2 --> 4 NO + 6 H2O
Iako je reakcija egzotermna, pri temperaturi 25 °C vrlo je spora pa se rabi katalizator (Pt-Rh-mrežica) ugrijan na 900 °C. Kod ovakvih uvjeta iskoristivost reakcije je 98%.

U drugoj fazi dušikov(II) oksid reagira s kisikom i nastaje crvenosmeđi plin (dušikov(IV) oksid).
2 NO + O2--> 2 NO2(g)
Treća faza Ostwaldovog procesa je reakcija dušikova(IV) oksida s vodom:
3 NO2 + H2O --> 2 HNO3 + NO
Nastali plinoviti dušikov(II) oksid se okdidira ponovo u dušikov(IV) oksid, reciklira i koristi dalje u procesu proizvodnje. Ovim postupkom dobiva se kiselina masenog udjela 50%. Veća koncentracija kiseline, do 68%, može se dobiti naknadnom frakcijskom destilacijom.

Čista dušićna kiselina (w=100%) je bezbojna hlapljiva tekućina (tv=83 °C), neugodna mirisa. Na zraku se, već pri sobnoj temperaturi, pod utjecajem svjetlosti raspada.
4 HNO3 --> 4 NO2(g) + 2 H2O + O2(g)
Zbog nastalog dušikova dioksida oboji se žutosmeđe i naziva se dimeća dušićna kiselina.

Dušićna kiselina je jaka kiselina i jako oksidacijsko sredstvo.
HNO3 --> H+(aq) + NO3-(aq)
Koncentrirana dušićna kiselina zbog jakog oksidacijskog djelovanja pasivira neke metale (primjerice: željezo, aluminij i krom) stvaranjem zaštitne oksidne prevlake. Koncentrirana HNO3 prevozi se u željeznim ili aluminijskim spremnicima.
Reagira sa svim metalima osim zlata, platine, iridija i rodija. Zlato se otapa u smjesi koncetrirane dušićne i klorovodične kiseline volumnog omjera 1:3. Nastalu smjesu nazivamo zlatotopka ili „carska voda“.
Au + 4 HCl + HNO3 --> HAuCl4 + NO + 2 H2O
Koncentrirana dušićna kiselina može osim metala oksidirati i nemetale (primjerice sumpor i fosfor) u odgovarajuće kiseline.
S(s) + 6 HNO3 --> H2SO4 + 6 NO2(g) + 2 H2O
P4(s) + 20 HNO3 --> 4 H3PO4 + 20 NO2(g) + 4 H2O
Djelovanjem dušićne kiseline na metale, okside metala, hidrokside i karbonate nastaju soli dušićne kiseline – nitrati koji također djeluju kao oksidansi. Dušićnu kiselinu ubrajamo među najvažnije industrijske kiseline, jer se koristi za dobivanje nitrata, za nitriranje organskih spojeva (koji su često eksplozivni, pa se i rabe kao eksplozivi, npr. trinitrotoluol (TNT) i nitroglicerin), u industriji boja i farmaceutskoj industriji te u proizvodnji mineralnih gnojiva, što je jedna od najvažnijih primjena, itd.

## Dušična mineralna gnojiva
Dušik, koji je potreban za izgradnju bjelančevina te važnih sastojaka stanične jezgre i protoplazme, većina biljaka uzima iz tla u obliku topljivih amonijevih i nitratnih soli. Samo biljke na čijim korjenčićima se nalaze nitrificirajuće bakterije (grah, grašak, djetelina) mogu koristiti elementaran dušik iz zraka. Životinje i ljudi primaju ga u obliku bjelančevina.

Dušik se vraća u tlo truljenjem biljaka i životinja. Djelovanjem mikroorganizama organski se spojevi razgrađuju preko amina (R-NH2) do amonijaka (NH3), odnosno do amonijevih soli. Specifične vrste bakterija oksidiraju amonijeve soli u nitrite i nitrate. Taj proces nazivamo nitrifikacija. U tlu se zbiva i suprotan proces – denitrifikacija – prelaženje nitratnih i nitritnih iona redukcijom u dušik, koji se ponovo vraća u atmosferu. To znači da u prirodi postoji stalni kružni tok između vezanog dušika u tlu i elementarnog u atmosferi.

Razvojem civilizacije, ljudske potrebe su narušile prirodnu ravnotežu u tlu, pa je potrebno dodavati dušikove spojeve kao mineralna gnojiva.
Dušićna gnojiva mogu biti nitratna, amonijeva i amidna. Prirodno nitratno gnojivo je čilska salitra, čija su nalazišta gotovo iscrpljena. Od složenih dušikovih mineralnih gnojiva najviše se koristi KAN – kalcijev amonijev nitrat. Dobiva se iz amonijeva nitrata, vrlo kvalitetnog mineralnog gnojiva koji se zbog eksplozivnosti ne rabi čist, već u smjesi s dolomitom (MgCO3 x CaCO3) ili vapnencem. KAN je naročito pogodno gnojivo za tlo siromašno kalcijem ili magnezijem, kao i za kisela tla.

Najveća hrvatska tvornica mineralnih gnojiva nalazi se u Kutini.

Pri uporabi mineralnih gnojiva valja dodavati samo onoliko gnojiva koliko je tlu potrebno, a to se provjeri nošenjem uzorka tla na analizu. Uporabom suvišnih količina dušićnih gnojiva, povećava se količina nitratnih iona u tlu, a time i u vodama, kamo ih ispiru oborine. Nitratni i nitrirni ioni, kao i amonijak, ne smiju biti prisutni u vodi za piće iznad dozvoljene granice, jer mogu uzrokovati različite zdravstvene tegobe.

U živom organizmu bakterije u probavnom sustavu reduciraju nitratne ione u nitritne, što je uzrokom slabije opskrbe stanica kisikom i oboljenja u male djece.

## Izotopi
Broj izotopa (uključujući nuklearne izomere): 8
Masa izotopa: od 12 do 18
Ključni izotopi
Nuklid: 	14^N 	15^N
Atomska masa: 	14,003074002 	15,00010897
Prirodna količina (%): 	99,634 	0,366
Nuklearni spin: 	1+ 	1/2-
Nuklearni magnetski moment: 	+0,4037607 	-0,2831892
Korištenje: 	NMR 	NMR